# Borská nížina

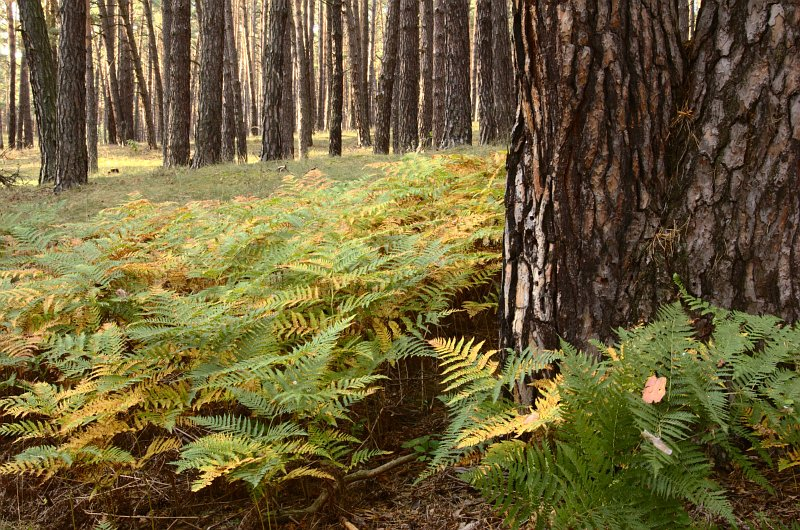
Typický borový les u Studienky

Borská nížina je geomorfologický celek na západním Slovensku v Záhorské nížině, plošně jde o největší území vátých písků s rovinatým až pahorkatinným reliéfem s převahou borových lesů. Na jihu a východě hraničí s Malými Karpatami, na severovýchodě s Myjavskou pahorkatinou a na severu s Chvojnickou pahorkatinou a Dolnomoravským úvalem. Na západě je oddělen řekou Moravou od nížin Vídeňské kotliny v Rakousku.
Nejvyšším bodem Borské nížiny je kopec (297 m) u obce Borský Mikuláš.